# Pripsleben
Pripsleben är en kommun och ort i Landkreis Mecklenburgische Seenplatte i förbundslandet Mecklenburg-Vorpommern i Tyskland.
Kommunen ingår i kommunalförbundet Amt Treptower Tollensewinkel tillsammans med kommunerna Altenhagen, Altentreptow, Bartow, Breesen, Breest, Burow, Gnevkow, Golchen, Grapzow, Grischow, Groß Teetzleben, Gültz, Kriesow, Röckwitz, Siedenbollentin, Tützpatz, Werder, Wildberg och Wolde.